# Party in the U.S.A.
»Party in the U.S.A.« je pop pesem, ki jo je izvedla ameriška glasbena ustvarjalka Miley Cyrus.  Pesem so napisali Lukasz Gottwald, Claude Kelly in Jessica Cornish, producirla pa jo je Lukasz Gottwald. Izšla je kot glavni singl iz EP-ja Miley Cyrus, imenovanega The Time of Our Lives, ki je služil za promocijo njene prve linije oblačil z Maxom Azrio. Pesem naj bi na radiu izšla 3. avgusta 2009, vendar se je datum nazadnje prestavil na 29. julij, še pred tem pa je izšla na internetu. Pesem »Party in the U.S.A.« je srednje hitrega tempa in ima pop rock karakter. Pesem govori o času, ko se je Miley Cyrus preselila iz Nashvillea, Tennessee v Los Angeles, Kalifornija.
Pesem je Miley Cyrus prinesla velik komercialni uspeh v mnogih državah, vključno z Avstralijo, Kanado, Novo Zelandijo, Veliko Britanijo in Združenimi državami Amerike. V Združenih državah se je na lestvicah uvrstila najvišje; na lestvici Billboard Hot 100 je dosegla drugo mesto, na lestvici Hot Digital Songs pa prvo mesto. Pesem je postala njen najuspešnejši singl, njen prvi singl, ki se je uvrstil na vrh lestvice Hot Digital Songs in najhitreje prodajani singl, kar jih je kdaj izdala založba Hollywood Records. Pesem je dosegla prvo mesto tudi na lestvici Billboard Pop 100 ob koncu tedna 30. oktobra 2009. Pesem je med prvimi desetimi pesmimi na lestvici Hot 100 ostal šestnajst tednov ter tako prekosila pesem »The Climb«, ki je na lestvici ostala osem tednov. Singl je prejel trikratno platinasto certifikacijo s strani organizacije Recording Industry Association of America (RIAA) in štirikratno platinasto certifikacijo s strani organizacije Canadian Recording Industry Association (CRIA).
Videospot za pesem »Party in the U.S.A.«, ki ga je navdihnil film Briljantina (1978), je režiral Chris Applebaum in je izšel 23. septembra tistega leta. Večinoma se dogaja na parkirišču, leta 2010 pa je prejel nagrado MuchMusic Video Award v kategoriji za »najboljši videospot mednarodnega ustvarjalca«. Miley Cyrus je pesem promovirala z nastopi na mnogih prireditvah, vključno z nastopom na njeni prvi samostojni svetovni turneji, Wonder World Tour. Na nastopu s pesmijo »Party in the U.S.A.« na podelitvi nagrad Teen Choice Awards leta 2009 je Miley Cyrus uporabila voziček za sladoled, kar so nekateri dojemali kot ples ob drogu, kar pa je povzročilo veliko medijsko razburjenje. Revija Rolling Stone je pesmi dodelili četrto mesto na njihovi lestvici 25 najboljših pesmi leta 2009. Kasneje je svojo verzijo pesmi »Party in the U.S.A.« zapelo še veliko drugih glasbenih ustvarjalcev.

## Ozadje
Pesem je napisal ameriški pop rock tekstopisec, producent in glasbenik Lukasz Gottwald v sodelovanju z Claudeom Kellyjem in Jessico Cornish. Originalno naj bi s pesmijo nastopila Jessica Cornish, vendar so tekstopisci, ko je zanimanje za pesem pokazala Miley Cyrus, predelali besedilo, saj so nameravali napisati temsko pesem za njeno linijo oblačil, ki je nastala v sodelovanju z Maxom Azrio in ki so jo ekskluzivno prodajale Wal-Martove trgovine. Da bi zadovoljili občinstvo, so Dr. Luke, Claude Kelly in Jessica Cornish napisali zabavno, hitro pesem, ki je izražala osebnost Miley Cyrus. »Verjeli ste, da kupujete enkratno priložnost, vendar ste hkrati kupovali tudi ustvarjalca,« je povedal Claude Kelly oboževalcem. Da bi prispeval k pisanju pesmi, je Claude Kelly napisal, da si je želel mimiko pisanja Miley Cyrus: »Je enaka pesem, samo gledana z drugačnega vidika, enostavno morate najti to unikatno perspektivo.« Da bi posneli instrumentacijo pesmi, so se odločili uporabiti računalniško mešanje z »s toplo, živo instrumentacijo«, s čimer so uporabili električne kitare in bobne v živo. Miley Cyrus je bila s pesmijo zadovoljna in jo vključila v EP The Time of Our Lives. Miley Cyrus pravi, da pesem »Party in the U.S.A.« ne odraža njenega glasbenega stila, vendar ji je bil všeč njen konec. Miley Cyrus je dejala, da je singl »vse-ameriška pesem«.
Miley Cyrus je pesem »Party in the U.S.A.« posnela v studiju 3180 Media Group v Savannahu, Georgia, medtem ko je živela v Georgiji med snemanjem filma Poslednja pesem. Vokalno je pesem uredila Emily Wright, instrumentalno delo in produkcijo pa je opravil Lukasz Gottwald. Serban Ghenea je pesem uredil v studiu MixStar Studios na plaži Virginia Beach.
Claude Kelly je dejal, da je »šokiran nad tem, kar je Miley Cyrus naredila s pesmijo, kljub temu, da originalno ni bila napisana zanjo. Ustvarili smo nekaj dodatnih odlomkov, da bi pesem bolj odražala njo samo in njeno glasbeno delo. Nato je pesem vzela v studio in jo uničila.« Ko so s pesmijo nastopili v živo je besedilo spremenila tako, da je besedo »Nashville« zamenjala z drugimi mesti, kot sta Miami in Atlanta. Besedo »Jay-Z« je nadomestila z besedo »Michael [Jackson]« med nastopom v Veliki Britaniji, »Britney [Spears]« pa z »Lady Gaga.«

## Sestava
Pesem »Party in the U.S.A.« je dance-pop pesem, ki traja tri minute in dvaindvajset sekund. Pesem ima elemente R&B in pop glasbe in, po mnenju Michaela Menachema iz revije Billboard, vsebuje tudi manjši vpliv reggae glasbe. Pesem je napisana v F-duru, vokali Miley Cyrus pa se v njej raztezajo čez dve oktavi, od F3 do D5. Vokali Miley Cyrus imajo pridih country glasbe. Temu sledi procesija akordov F–Am–Dm–C. Instrumentacija pesmi vključuje »spopad med pernatimi jazz akordi kitare ter sintentiziranim basom.«
Besedilo pesmi »Party in the U.S.A.« je napisano v prvi osebi in govori govori o času, ko se je Miley Cyrus preselila iz Nashvillea, Tennessee v Los Angeles, Kalifornija in o težavah, ki so s tem prišle. Na začetku je protagonistka živčna v Los Angelesu, nato pa sliši znane pesmi Jay-Z-ja in Britney Spears ter se tako počuti bolj domače. Miley Cyrus je v novembru 2009 dejala, da ima zares rada pesmi Britney Spears in da je Britney Spears ena izmed njenih idolov, vendar da nikoli ni poslušala pesmi Jay-Z-ja. Vicki Lutas iz BBC-ja je interpetirala: »Kakorkoli že, ko slišite klečeplastvo, vam vaša najljubša pesem zveni dobro in bolj samozavestno, čeprav to ni res.«

## Kritični sprejem
Pesem je v glavnem prejela pozitivne ocene s strani glasbenih kritikov. Michael Hann iz britanske revije The Guardian meni, da je pesem »Party in the U.S.A.« prisrčna pop pesem. Kasneje, med ocenjevanjem koncerta turneje Wonder World Tour, je dejala, da je pesem opozorilo, »da proizvedenemu popu ni potrebno biti slaba stvar - če je proizvajanje dovolj dobro.« Jaime Gill iz Yahoo! Music je napisal: »Na srečo Miley Cyrus [ostale pesmi iz EP-ja The Time of Our Lives] v nekaj sekundah sprostijo vaše možganske celice, kar pomeni, da si morate zapomniti enkratno uspešnico 'Party in the U.S.A.'« Mikael Wood of newyorške revije Time Out je pesem opisal kot »ubijalski zvok [...] kar dokazuje, da bi bila Miley Cyrus lahko boljši raper, kot pričakujete.« Bill Lamb iz About.com je pesem označil za »besedilno vključevalno pesem« in napisal: »Eden izmed edinstvenih vidikov stilov nastopa Miley Cyrus je med trenutnimi pop ustvarjalci je to, da ohrani country vpliv v njenem glasu, tudi ko nastopa s povsem pop pesmimi.« Heather Phares iz Allmusic je kritizirala pesem, češ da je »penasta« in dejala, da pesem »meji na piskanje«. Kakorkoli že, Heather Phares je dejala, da pesem skupaj s pesmima »Before the Storm« in »The Time of Our Lives« zadovolji oboževalce Hannah Montane.
Michael Menachem iz revije Billboard je potrdil, da »producent Gottwald pesmi prilije energijo, kakršno imajo pesmi Robyn in zgodnje Gwen Stefani. Po uspešnem boju proti plesu, country vplivu in eni izmed najuspešnejših balad leta ('The Climb') Miley Cyrus nadaljuje s svojim osupljivim talentom.« 
Mikael Wood iz revije Entertainment Weekly je napisal, da je pesem »Party in the U.S.A.« »elastična marmelada Dr. Lukea, ki je našel Hannah Montano izgubljeno v Hollywoodu.« Ryan Brockington iz revije New York Post je napisal: »Pesem vsebuje nekoliko več popa, kot njene prejšnje pesmi in moram reči, da je ne sovražim.« Erik Ensrst iz revije The Milwaukee Journal Sentinel je napisal, da je pesem »smešno privlačna«. Mikael Wood iz revije Entertainment Weekly je odločil, da je pesem »Party in the U.S.A.« še premetavan poskus Miley Cyrus glasbe urbane glasbe, odkar se je že prej vključila v ta trg. Jessica Holland iz revije The Observer »Party in the U.S.A.« šteje za enega izmed dodatkov na EP-ju The Time of Our Lives. Michael Menachem iz revije Billboard je napisal, da je pesem ena izmed najbolj zabavnih pesmi Miley Cyrus. Dave Paulson iz revije The Tennessean je poročal, da je pesem in njen nastop na koncertu v Sommet Center in Nashvilleu, Tennessee »vredna enkratne stopnje glasbene skupine Jonas Brothers.«

## Dosežki na lestvicah
Pesem »Party in the U.S.A.« je z drugim mestom postala najvišje uvrščena pesem na lestvici Billboard Hot 100, kar ostaja še danes, in njena peta uspešnica na radiu. V prvih dveh tednih od komercialne izdaje je 78 postaj dodalo pesem na seznam svojih predvajanih pesmi, pesem pa je tako postala največkrat dodana pesem v tistem tednu. Pesem se je zatem prvič pojavila na lestvicah radia, najprej na triinštiridesetem mestu lestvice Hot 100 Airplay, nazadnje pa je zasedla trinajsto in štirideseto mesto na lestvici Pop Songs revije Billboard, na kateri se je pojavila 22. avgusta 2009. Teden dni kasneje, 29. avgusta, je pesem zasedla prvo mesto na lestvici Hot Digital Songs, pred tem pa je na prvem mestu te lestvice devetnajst tednov ostajala pesem glasbene skupine Black Eyed Peas. Pesem je digitalno prodala 226.000 kopij. Pesem je postala njena tretja pesem, ki je digitalno prodala 2 milijona kopij po pesmih »See You Again« in »The Climb«. Od 25. julija je pesem »Party in the U.S.A.« prodala več kot 4.085.949 kopij digitalno in tako postala devetnajsta digitalno najbolje prodajana pesem v glasbeni zgodovini. Pesem »Party in the U.S.A.« je postala velika radijska uspešnica Miley Cyrus v Združenih državah Amerike in hkrati tudi njena prva pesem, ki se je uvrstila na prvo mesto lestvice Mainstream Top 40, poznane tudi kot lestvica »Pop Songs«. Je tudi njena druga pesem, ki se je uvrstila na prvo mesto radijskih lestvic; še pred tem se je pesem »The Climb« uvrstila na prvo mesto lestvice Adult Contemporary Chart. Postal je tudi tretji singl Miley Cyrus, ki se je na to lestvico uvrstila, takoj za pesmima »See You Again« in »The Climb«, kjer je dosegla šestnajsto mesto. Je tudi dvestota pesem, ki se je uvrstila na prvo mesto lestvice Mainstream Top 40 vse od začetka njenega delovanja v letu 1992. Singl je prejel trikratno platinasto certifikacijo s strani organizacije Recording Industry Association of America (RIAA) za več kot tri milijone prodanih kopij izvodov in do danes ostaja najbolje prodan singl založbe Hollywood Records. Od avgusta 2010 je pesem »Party in the U.S.A.« prodala že 4,1 milijona izvodov samo v Združenih državah Amerike, s čimer je Miley Cyrus postala najmlajši ustvarjalec, kar jih je kdaj prodalo več kot 4 milijone kopij z enim singlom. Miley Cyrus, takrat stara sedemnajst let, je ta naslov odvzela takrat dvajsetletni Taylor Swift, ki ji je to uspelo s singlom »Love Story.« Pesem »Party in the U.S.A.« je zasedla tretjo mesto na glasbeni lestvici Canadian Hot 100. Pesem je prejela tudi štirikratno platinasto certifikacijo s strani organizacije Canadian Recording Industry Association (CRIA) za 320.000 prodanih kopij izvodov digitalno.
Pesem je pristala na drugem mestu lestvice Billboard Hot 100, s čimer je prekosila pesem »The Climb,« ki je na lestvici dosegla četrto mesto. Po dveh tednih je padla na tretje in nato še na šesto mesto, preden je spet dosegla drugo. Bil je tudi najuspešnejši singl samostojne ženske ustvarjalke od leta 2005 in singla »Inside Your Heaven« Carrie Underwood in do pesmi »3« Britney Spears, ki je pesem prekosila 24. oktobra 2009. Pesem je s tem postala »najhitreje prodajana pesem v zgodovini založbe Hollywood Records.« 7. septembra 2009 se je uvrstila na štirinajsto mesto lestvice Australian ARIA Singles Chart septembra 2009. Pesem je postala četrti singl Miley Cyrus, ki se je na tej lestvici uvrstila med prvih desetih pesmi. Pesem »Party in the U.S.A.« se je uvrstila tudi na enajsto mesto lestvice RIANZ New Zealand Singles Chart in se nato povzpela na tretje ter tako postala njena prva pesem, ki se je uvrstila med prvih deset pesmi tam. Po štirinajst tednih na lestvici je za 15.000 prodanih kopij pesem prejela platinasto certifikacijo.
1. novembra 2009 je pesem pristala na enajstem mestu lestvice UK Singles Chart in kljub temu, da je na lestvici UK iTunes pristala na sedmem mestu, se ni mogla uvrstiti na višje mesto. Kljub temu je pesem postala šesti singl, ki se je uvrstil med prvih trideset pesmi na tej lestvici in tretji singl, ki se je uvrstil na enajsto mesto, takoj za singloma »See You Again« in »The Climb«. Trenutno je pesem tudi najvišje uvrščeni singl na lestvici v Veliki Britaniji, kar jih je kdaj izdala založba Hollywood Records. Pesem je doživela nižji komercialni uspeh v ostalih regijah Evrope, kjer je pristala med prvimi štiridesetimi pesmimi na lestvicah v Avstraliji, Belgiji (Valonija in Flandrija), na Češkem, Danskem, Švedskem in v Španiji.

## Videospot
Videospot za pesem »Party in the U.S.A.« je režiral Chris Applebaum, prvič pa se je predvajal na kanalu ABC 23. septembra leta 2009. Odlomek videospota se je predvajal malo pred tem istega dne v oddaji Dancing with the Stars v Združenih državah Amerike. Videospot se je v Veliki Britaniji prvič predvajal 24. septembra tistega leta preko britanske uradne spletne strani Miley Cyrus na MySpaceu.
Chris Applebaum je Jocelyn Vena iz MTV News povedal, da je Miley Cyrus k njemu prišla z vizijo »zelo bleščečih, glamuroznih belih smeti«, podobnih scenam iz filma Brilijantina in želela vključiti tudi dogodke, podobne dnevom, ko sta se njena starša prvič spoznala. Chris Applebaum je dejal, da je videospot »preskočil do scene iz Brilijantine, kjer John Travolta poje ... in izstopi iz avta ter odide do džungli podobne telovadnice ter sede na eno izmed nihajočih se naprav in poje dalje do noči, projekcija pa se v ozadju vrti še naprej.«
Videospot se začne s tem, da se Miley Cyrus z avtom  pripelje na prizorišče imenovano Corral Drive-In, enega izmed prvih zmenkov Tish in Billyja Rayja Cyrusa. Miley Cyrus pride se je tja pripeljala s črnim avtom znamke Pontiac Trans Am letnik 1979, avtom, ki ga je njena mama vozila, ko je bila mlajša. Miley Cyrus je nosila modre kratke hlače, moder top, kavbojske škornje in telovnik. Ko izstopi iz avta se ji pridružijo štirije prijatelji, ostali najstniki pa se še naprej vozijo. Med tem ko Miley Cyrus še naprej poje, spleza v traktor, zgrabi za enega izmed staromodnih mikrofonov v tovornjaku in nadaljuje s petjem in plesom s prijatelji. Videospot se nadaljuje z Miley Cyrus, ki se naslanja na zid, nad katerim piše »Corral Drive-In«. Nato se pokaže ameriška zastava. Na eni strani scene se prikažejo proste krajine, kasneje pa Miley Cyrus nastopi pred tem, posuta z bleščicami. V videospotu se nato prikažejo posnetki Miley Cyrus in njeni spremljevalni plesalci, kako plezajo po nihalnih napravah in plešejo pred telovadnico, podobno džungli. Na koncu videospota Miley in njeni prijatelji s pesmijo nastopijo na odru, kjer se v ozadju prikaže ameriška zastava, pod njo pa napis »USA« (»ZDA«).
Jocelyn Vena iz MTV News je o videospotu napisala, da jo »spominja na nastop s pesmijo na podelitvi nagrad Teen Choice Awards čez poletje - samo brez plesne točke.« Kakorkoli že, novinar revije The Huffington Post verjame, da je Miley Cyrus »obdržala resničnost« v videospotu, njeni plesni gibi pa ostajajo pristni. LimeLife-ova novinarka Susie Anderson se je vprašala o obleki, ter napisala, da uživa v »zabavi in [...] mladih čustvih« v pesmi »Party in the U.S.A.«, vendar so njene »izredno krake hlače in razkrajane majice nekoliko ostre za sedemnajstletnico«. Bill Lamb iz About.com je menil, da videospot proslavlja »mlade in Američane«, s tem pa se ujema s »temami in zvokom pesmi skoraj popolno. [...] Odlomki iz videospota ohranjajo nežnost iz ozadja in se ujemajo s tempom in tenorjem pesmi«. Videospot si je na YouTubeu ogledalo 143 milijonov gledalcev vse od njegovega izida 23. septembra in je največkrat ogledan videospot Miley Cyrus.
Na podelitvi nagrad MuchMusic Video Awards leta 2010 je videospot dobil nagrado v kategoriji za »najboljši videospot mednarodnega ustvarjalca« ter bil nominiran za »najljubši mednarodni videospot« na podelitvi nagrad MuchMusic Video Award for People's Choice leta 2010, vendar je nagrado nazadnje prejel Adam Lambert z videospotom za pesem »Whataya Want From Me«.

## Nastopi v živo
Miley Cyrus je s pesmijo v živo nastopila na podelitvi nagrad Teen Choice Awards 2009 10. avgusta. Nastopila je oblečena v top, ki je razkril večino njenega nedrčka, kratke hlače in usnjene škornje. Med nastopom je Miley Cyrus rahlo spremenila besedilo; v prvem verzu je namesto Jay-Z-ja navedla Britney Spears, v drugem verzu pa Michaela Jacksona namesto Spearsove; kasneje je to vključila v vsak nastop pesmi. Nastop se je začel z Miley Cyrus in njenimi spremljevalnimi plesalci, ki so prišli iz ozadja in začnejo s plesom okoli odra. Sredi nastopa je Miley Cyrus stopila na voziček s sladoledom. Začela je plesati na vrhu in tam ostala približno štirideset sekund. Nekateri kritiki so menili, da je bilo to uporabljeno za ravnotežje, večina ljudi pa je dejala, da je Miley Cyrus plesala ob drogu. Zaradi tega so nastop večkrat imenovali za kontroverznega, večina pa jih je trdila, da je bil preveč seksualen za otroški/najstniški dogodek.
Razložila je, da je pesem »vse-ameriška pesem«, ki jo je navdihnil zgodnje sekcije, kjer je Miley Cyrus plesala v »grozljivem parku«.
Njen nastop s pesmijo je v zadnjem času večkrat primerjan z nastopi Britney Spears, s katero je Miley Cyrus še istega dne predstavila podelitev nagrad Ultimate Choice Award. Miley Cyrus je preko Twitterja o primerjavah povedala: »Za vse ljudi, ki me kličejo 'naslednja Britney': HVALA VAM. Ne bi mogla prositi za večji kompliment :)« Urednik revije US Weekly, Ian Drew jo je zaradi tega kritiziral. Ian Drew je napisal: »Že zdaj ima pristno sliko, zato to ni bila zares grožnja. Tako je začela Britney. Bila je dobro dekle, ki se je pokvarilo in izgleda, da bo tako tudi pri Miley.« Dodal je: »Medtem ko njeni ukrepi, s katerimi skuša dokazati svojo zrelost lahko razširijo njeno kariero, vendar to ni dobro za njene mlajše oboževalce.« Otroška psihologinja Wendi Fischer je reviji Newsday povedala: »Pošilja sporočilo, da je to, kar dela, 'v redu', vendar sama mislim, da ni. Miley ima le šestnajst let. Zakaj tako hiti?« Margie Barron iz revije Entertainment Today je komentirala: »Šestnajstletna senzacija ima še vedno le šestnajst let in ... premlada je še, da bi se tako oblačila in se vedla, kot plesalka ob drogu ... ki kroži okoli njega. Bilo je precej očitno, da je bila koreografija sestavljena za starejše občinstvo.«
Apryl Duncan iz About.com je Miley Cyrus branila in napisala: »Medtem ko se o njenem nastopu še kar brenči in je postal zaščitni znak podelitve nagrad Teen Choice Awards leta 2009, je zasenčil njeno veliko noč. S seboj je odnesla šest nagrad za svoje glasbeno delo in delo na njeni Disneyjevi seriji Hannah Montana. Namesto tega, da bi opazili dosežke mlade zvezdnice, ljudje opazijo le kontroverznost.« Bill Lamb iz About.com je tudi branil njo in njen nastop. »Miley Cyrus je ustvarila nekaj kontroverznosti, ko je nastopila s pesmijo 'Party in the USA' na podelitvi nagrad Teen Choice Awards leta 2009. Ob drogu je plesala, oblečena v usnje.« Dodal je: »Vsak ustvarjalec se pojavi na točki, kjer se mora iz otroške ali najstniške zvezde spremeniti v odraslo osebo, kar je težko.«
V pogovoru z komedijantko Chelseo Handler, ki je Miley Cyrus zaradi nastopa kritizirala v preteklosti, jo je sedaj branila. Na svoji pogovorni oddaji Chelsea Lately je povedala, da se ji nastop ni zdel seksističen, temveč »preprosto enkraten«. Chelsea Handler jo je pohvalila tudi zaradi nastopa in pesmi same.
Tiskovni predstavnik Disneyja je dejal: »Disney Channel ne bo komentiral nastopa in čeprav so starši lahko prepričani, da vse vsebine ne bodo predstavljene na Disney Channelu, je nastop primeren za naše občinstvo - otroke med šestim in štirinajstim letom - in je v skladu s tem, kar naša blagovna znamka prodaja.«
Zaradi odpovedi Mariah Carey je Miley Cyrus s pesmijo poleg pesmi »The Climb«, »See You Again« in »Kicking and Screaming« 28. avgusta 2009 nastopila v epizodi oddaje The Today Show. 17. septembra 2009 je Miley Cyrus s pesmijo nastopila v oddaji VH1 Divas, kjer je nastopila v duetu s Sheryl Crow, naslovljenem kot »If It Makes You Happy.« Med nastopom je Miley Cyrus plesala v kratki črni obleki poleg plesalcev s klobuki in srajcami brez rokavov.
Pesem je Miley Cyrus nastopila na mnogih prireditvah, vključno z njeno prvo samostojno mednarodno turnejo, Wonder World Tour. Med temi nastopi je Miley Cyrus nosila črne škornje, črne kratke hlače in črn top, ki ga je prekril kavbojski brezrokavnik. Nastop je vključeval tudi veliko spremljevalnih plesalcev ter enega izmed plesov Miley Cyrus na hotelskem vozičku za prtljago. Nato je voziček za prtljago nadomestil sladoledni voziček s podelitve nagrad Teen Choice Awards leta 2009. Kritiki so se na ta nastop odzvali pozitivno. Melinda M. Thompson iz revije The Oregonian je napisala: »Spremljevalni plesalci so bili prvorazredni, hip-hop stil in energijo pa so dodali vsaki točki.«
Miley Cyrus je pesem zapela na Capital FM-ovi prireditvi Jingle Bell Ball na soboto, 5. decembra 2009, zatem pa tudi na prireditvi Royal Variety Show na ponedeljek, 7. decembra 2009.
Miley Cyrus je s pesmijo nastopila tudi na prireditvi Royal Variety Performance pred kraljico Elizabeto II. Ta je izšla na kanalu ITV1 v Veliki Britaniji 16. decembra. Med tem nastopom je besedo »Jay-Z« zamenjala z »GaGa« in plesala na koreografijo pesmi »Bad Romance«; po nastopu je napisala, kako srečna je, ker je spoznala Lady Gaga.
S pesmijo »Party in the U.S.A.« je Miley Cyrus nastopila tudi v britanski oddaji Alan Carr: Chatty Man; opravila je intervju in nato na koncu oddaje zapela pesem. Pesem je izvedla tudi v oddaji The Late Late Show v Dublinu, Irska 18. decembra 2009. Med nadaljevanjem s promocijo glavnega singla iz EP-ja The Time of Our Lives, je Miley Cyrus nastopila s pesmijo »Party in the U.S.A.« nastopila v oddaji The Today Show in v oddaji VH1 Divas v Združenih državah Amerike. Pozimi je promovirala pesem v Združenem kraljestvu v 95.8 Capital FM-ovi oddaji Jingle Bell Ball, na gala plesu British Royal Family, Royal Variety Performance, Alan Carr: Chatty Man, in The Late Late Show. Ko je dokončala promocijo je s pesmijo nastopila tudi na koncertih v sklopu prireditve Rock in Rio v Lizboni, Portugalska in Madridu, Španija, v nočnem klubu 1515 Club v Parizu, Francija, nočnih klubih Heaven in G-A-Y v Londonu, Anglija, Good Morning America, na podelitvi nagradMuchMusic Video Awards leta 2010, in na koncertu House of Blues v Los Angelesu, Kalifornija, ki so jo predvajali na tridesetih spletnih straneh, ki jih ima v lasti MTV Networks.

## Ostale izvedbe
Glasbena skupina Kidz Bop Kids je posnela svojo verzijo pesmi za sedemnajsto inštalacijo Kidz Bop, ki je izšla v letu 2010. James Christopher Monger iz spletne strani Allmusic je izbral pesem za eno izmed najboljših pesmi na albumu Kidz Bop 17 in dejal, da je »enaka radostnim karaokam, ki za gorivo porabijo energijo prejšnjih obrokov.« V epizodi šeste sezone televizijske serije The Office, »Sabre« sta Ed Helms (v vlogi Andyja Bernarda) in Ellie Kemper (v vlogi Erin Hannon) zapela parodijo pesmi »Party in the U.S.A.,« v kateri sta nastopila z akustično kitaro. Parodijo je navdihnilo mesto, v katerem snemajo serijo, Scranton, Pensilvanija. Ker sta narobe izgovorila besedo »Sabre,« na koncu pesmi ni bilo rime. Kelly West iz revije Cinema Blend je napisala: »Vseeno je bilo prikupno videti par peti skupaj. Na nesrečo je njun ritem tako čuden (in na trenutke očarljiv), saj je ta pesem le poskus nastopanja.«

## Seznam verzij
- Digitalno[92]

1. »Party in the U.S.A.« (verzija z albuma) – 3:22

- Evropski / Japonski 2-delni CD singl / Digitalno[93]

1. »Party in the U.S.A.« (verzija z albuma) – 3:22
2. »Party in the U.S.A.« (celoten klubski remix Wideboys) – 5:24

- Avstralski / Evropski digitalni EP[94]

1. »Party in the U.S.A.« (verzija z albuma) – 3:22
2. »Party in the U.S.A.« (celotni klubski remix Wideboys) – 5:24
3. »Party in the U.S.A.« (klubski remix Cahill) – 5:45

|
- Ameriški - Digitalno / Avstralski Remix Maxi-CD Singl[95]

1. »Party In the U.S.A.« (remix Cahill) – 3:08
2. »Party In the U.S.A.« (remix Cosmo) – 3:22
3. »Party In the U.S.A.« (remix JWeezy) – 3:11
4. »Party In the U.S.A.« (remix Wideboys) – 3:11
5. »Party In the U.S.A.« (fix JWeezy Urban) – 3:24

|}
- Avstralski singl

1. »Party In the U.S.A.« - 3:21

- Britanski CD singl

1. »Party In the U.S.A.« - 3:21
2. »Party In the U.S.A.« (remix Wideboys) - 5:45

- Avstralski/Britanski digitalni EP

1. »Party In the U.S.A.« - 3:21
2. »Party In the U.S.A.« (remix Wideboys) - 5:45
3. »Party In the U.S.A.« (klubski remix Cahill) - 5:24

- Avstraljski remixi

1. »Party In the U.S.A.« (remix Cahill) - 3:08
2. »Party In the U.S.A.« (remix Cosmo) - 3:22
3. »Party In the U.S.A.« (remix JWeezy) - 3:11
4. »Party In the U.S.A.« (remix Wideboys) - 3:11
5. »Party In the U.S.A.« (fix JWeezy Urban) - 3:24

## Dosežki, procesija in certifikacije
| Lestvica (2009)                    | Dosežek |
| ---------------------------------- | ------- |
| Australian Singles Chart           | 6       |
| Austrian Singles Chart             | 30      |
| Belgian Singles Chart (Flandrija)  | 39      |
| Belgian Singles Chart (Valonija)   | 18      |
| Canadian Hot 100                   | 3       |
| Czech Airplay Singles Chart        | 21      |
| Danish Singles Chart               | 23      |
| Eurochart Hot 100 Singles          | 17      |
| French Singles Chart               | 6       |
| Hungarian Singles Chart            | 6       |
| Irish Singles Chart                | 5       |
| Japan Hot 100                      | 4       |
| New Zealand Singles Chart          | 3       |
| Norwegian Singles Chart            | 12      |
| Spanish Singles Chart              | 32      |
| Swedish Singles Chart              | 22      |
| Swiss Singles Chart                | 41      |
| UK Singles Chart                   | 11      |
| U.S. Billboard Hot 100             | 2       |
| U.S. Adult Pop Songs               | 13      |
| U.S. Mainstream Top 40 (Pop Songs) | 1       |

| Lestvica (2009)           | Dosežek |
| ------------------------- | ------- |
| Australian Singles Chart  | 37      |
| Canadian Hot 100          | 33      |
| New Zealand Singles Chart | 17      |
| UK Singles Chart          | 154     |
| U.S. Billboard Hot 100    | 29      |

| Država                  | Certifikacija |
| ----------------------- | ------------- |
| Avstralija              | Platinasta    |
| Kanada                  | 4× Platinasta |
| Nova Zelanija           | Platinasta    |
| Združene države Amerike | 4× Platinasta |

### Pomembnejši dosežki
| Predhodnik: »Down« od Jayja Seana in Lil Waynea | U.S. Billboard Pop Songs - prvo mesto 7. november 2009 | Naslednik: »Paparazzi« od Lady Gaga |

## Zgodovina izzidov
| Regija                  | Datum             | Format        |
| ----------------------- | ----------------- | ------------- |
| Združene države Amerike | 4. avgust 2009    | Radio         |
| Avstralija              | August 11, 2009   | Digitalno     |
| Kanada                  | August 11, 2009   | Digitalno     |
| Francija                | August 11, 2009   | Digitalno     |
| Grčija                  | August 11, 2009   | Digitalno     |
| Nova Zelandija          | August 11, 2009   | Digitalno     |
| Združene države Amerike | August 11, 2009   | Digitalno     |
| Romunija                | 21. november 2009 | Digitalno     |
| Velika Britanija        | 26. oktober 2009  | Digitalno, CD |